# Lill-Rönsjärv
Lill-Rönsjärv är en sjö i Överkalix kommun i Norrbotten och ingår i Kalixälvens huvudavrinningsområde. Sjön har en area på 0,14 kvadratkilometer och ligger 190,2 meter över havet. Lill-Rönsjärv ligger i Torne och Kalix älvsystem Natura 2000-område. Sjön avvattnas av vattendraget Liminkajoki (Limingån).

## Delavrinningsområde
Lill-Rönsjärv ingår i det delavrinningsområde (740897-181729) som SMHI kallar för Utloppet av Rönsjärv. Medelhöjden är 207 meter över havet och ytan är 27,99 kvadratkilometer. Det finns inga avrinningsområden uppströms utan avrinningsområdet är högsta punkten. Liminkajoki (Limingån) som avvattnar avrinningsområdet har biflödesordning 2, vilket innebär att vattnet flödar genom totalt 2 vattendrag innan det når havet efter 155 kilometer. Avrinningsområdet består mestadels av skog (62 procent) och sankmarker (21 procent). Avrinningsområdet har 3,02 kvadratkilometer vattenytor vilket ger det en sjöprocent på 10,8 procent.